# Oxira tincta
Oxira tincta là một loài bướm đêm trong họ Noctuidae.